# Kjell Dahlin
Kjell Dahlin (* 2. Februar 1963 in Timrå) ist ein ehemaliger schwedischer Eishockeyspieler (rechter Flügelspieler), der von 1985 bis 1988 für die Montreal Canadiens in der National Hockey League spielte.

## Karriere
Schon mit 17 Jahren spielte Kjell Dahlin in der zweiten schwedischen Liga bei Timrå IK. Durch starke Leistungen in der Juniorennationalmannschaft wurde man sowohl in Schweden, als auch in Nordamerika auf ihn aufmerksam.
In Schweden stieg er mit Timrå in die Elitserien auf, wechselte dann jedoch 1982 zum Spitzenklub Färjestad BK. Schon beim NHL Entry Draft 1981 hatten die Montreal Canadiens ihn in der vierten Runde als 82. ausgewählt.
Zur Saison 1985/86 wagte er den Sprung nach Übersee und konnte gleich in seiner ersten Spielzeit den Stanley Cup gewinnen. Auch persönlich war es eine sehr erfolgreiche Saison und er wurde aufgrund seiner 32 Tore und 71 Scorerpunkte ins NHL All-Rookie Team gewählt. Die folgenden beiden Spielzeiten waren von Verletzungen überschattet und er kam nur auf 41 bzw. 48 Spiele. 
Daraufhin kehrte er nach Schweden zu seinem vorherigen Klub Färjestad BK zurück. Obwohl er mit Färjestad immer wieder um die Meisterschaft mitspielte, konnte er jedoch nie schwedischer Meister werden. Die beiden Titel des Teams zu seiner aktiven Zeit fallen genau in seine drei Jahre in der NHL. 
1994 beendete er seine aktive Spielerkarriere.

## Sportliche Erfolge
- Stanley Cup: 1986

### Persönliche Auszeichnungen
- Schwedischer Junior-Spieler des Jahres: 1981
- NHL All-Rookie Team: 1986